# (48434) Maxbeckmann
(48434) Maxbeckmann (1989 UN7) – planetoida z pasa głównego asteroid okrążająca Słońce w ciągu 4,34 lat w średniej odległości 2,66 j.a. Odkryta 23 października 1989 roku.